# Parti populaire sud-tyrolien
 (mars 2017).
Si vous disposez d'ouvrages ou d'articles de référence ou si vous connaissez des sites web de qualité traitant du thème abordé ici, merci de compléter l'article en donnant les références utiles à sa vérifiabilité et en les liant à la section « Notes et références ».
Le Parti populaire sud-tyrolien (en allemand : Südtiroler Volkspartei), abrégé en SVP, est un parti politique italien, présent dans la province autonome de Bolzano où il défend les intérêts de la majorité de langue allemande et de la minorité de langue ladine du Haut-Adige.

## Présentation
C'est un parti démocrate-chrétien, membre observateur du Parti populaire européen, qui a été allié avec la Démocratie chrétienne jusqu’en 1992, mais qui est devenu un allié du centre gauche de 1995 à 2018, notamment du Parti démocrate pour les élections générales italiennes de 2013 dans la coalition de centre gauche Italie. Bien commun, choix confirmé lors des élections générales italiennes de 2018 où il est allié, une dernière fois, au Parti démocrate.
C'est le principal parti du Conseil de la province autonome de Bolzano où il a longtemps détenu la majorité absolue, et auquel ont appartenu tous les présidents de la province depuis 1948. Il est également représenté au Parlement italien et au Parlement européen.
Pour les élections européennes de 2019, la SVP se coalise avec Forza Italia.

## Histoire
Ce n'est que le 8 mai 1945, bien après le rattachement du Haut-Adige à l'Italie en 1919, qu'Erich Amonn fonde ce parti germanophone avec pour symbole l'edelweiss. Il prend pour origine le mouvement de résistance « Andreas-Hofer-Bund ». Le nouveau parti compte 50 000 membres en septembre 1945. L'injustice ressentie par les habitants du Haut-Adige est confirmée par le traité de Paris de 1947 qui laisse la province à l'Italie, malgré une population majoritairement germanophone. Mais l'Italie garantit aux habitants de cette province une large autonomie locale. En 1948, l'Assemblée constituante adopte le premier statut d'autonomie, que les habitants de langue allemande trouvent insuffisant. En 1957, près du Castel Firmiano, se déroule la plus grande manifestation de l'histoire du Haut-Adige, organisée par Silvius Magnago, le nouveau dirigeant de la SVP. 35 000 personnes réclament plus d'autonomie et en 1960, Magnago est élu président de la province.
En 1960, sur demande de la SVP, l'Autriche porte cette affaire devant les Nations unies à New York. Une résolution est adoptée qui exhorte l'Italie et l'Autriche à reprendre des tractations sur ce sujet. En 1969, le Conseil de la province de Bolzano approuve à une courte majorité un paquet de 137 mesures relatives au nouveau statut d'autonomie qui entre en vigueur le 20 janvier 1972. Les spécialistes considèrent qu'il s'agit d'une des plus larges autonomies concédées à un territoire et à une minorité. En 1992, un congrès extraordinaire de la SVP prend acte du paquet de mesures. Le différend entre l'Autriche et l'Italie devant les Nations unies est alors considéré comme terminé.
Après un bref intermède d'alliance avec l'Union de centre entre 2009 et 2012, la SVP s'allie avec le Parti démocrate pour les élections générales de 2013 afin d'obtenir de ce dernier un troisième statut d'autonomie, encore plus étendue. Cette coalition est confirmée pour les élections générales de 2018 mais où les résultats de la SVP alliée au PATT ne sont pas à la hauteur des attentes[C'est-à-dire ?].

## Organisation
Le parti, qui compte 66 000 adhérents[réf. nécessaire], tient son congrès annuel, traditionnellement à Mérano. Il est dirigé par un président (Obmann), élu pour cinq ans, assisté de trois vice-présidents (Obmannstellvertreter) dont un représente les Ladins. Un secrétaire provincial (Landessekretär) assure la coordination du parti.

### Présidents du parti (Obmänner)
| Période              | Nom                 |
| -------------------- | ------------------- |
| 1945-1948            | Erich Amonn         |
| 1948-1951            | Josef Menz          |
| 1951-1952            | Toni Ebner          |
| 1952-1954            | Otto Guggenberg     |
| 1954-1956            | Karl Tinzl          |
| 1956-1957            | Toni Ebner          |
| 1957-1991            | Silvius Magnago     |
| 1991-1992            | Roland Riz          |
| 1992-2004            | Siegfried Brugger   |
| 2004-2009            | Elmar Pichler Rolle |
| 2009-2014            | Richard Theiner     |
| depuis le 3 mai 2014 | Philipp Achammer    |

## Résultats électoraux

### Parlement italien
| Année | Chambre des députés | Chambre des députés | Chambre des députés | Chambre des députés | Sénat   | Sénat | Sénat   | Sénat | Gouvernement |
| Année | Voix                | %                   | Mandats             | Rang                | Voix    | %     | Mandats | Rang  | Gouvernement |
| ----- | ------------------- | ------------------- | ------------------- | ------------------- | ------- | ----- | ------- | ----- | ------------ |
| 1948  | 124 385             | 0,47                | 3 / 574             | 8e                  | 95 046  | 0,42  | 2 / 237 | 10e   | ?            |
| 1953  | 122 792             | 0,45                | 3 / 590             | 11e                 | 107 139 | 0,44  | 2 / 237 | 11e   | ?            |
| 1958  | 135 495             | 0,46                | 3 / 596             | 11e                 | 120 086 | 0,46  | 2 / 246 | 13e   | ?            |
| 1963  | 135 458             | 0,44                | 3 / 630             | 9e                  | 112 023 | 0,41  | 2 / 315 | 12e   | ?            |
| 1968  | 152 954             | 0,48                | 3 / 630             | 9e                  | 131 080 | 0,46  | 2 / 315 | 9e    | ?            |
| 1972  | 153 764             | 0,46                | 3 / 630             | 10e                 | 102 018 | 0,34  | 2 / 315 | 9e    | ?            |
| 1976  | 184 390             | 0,50                | 3 / 630             | 10e                 | 158 659 | 0,51  | 2 / 315 | 10e   | ?            |
| 1979  | 204 899             | 0,56                | 3 / 630             | 12e                 | 172 577 | 0,55  | 2 / 315 | 9e    | ?            |
| 1983  | 184 940             | 0,50                | 3 / 630             | 11e                 | 157 478 | 0,51  | 2 / 315 | 9e    | ?            |
| 1987  | 202 022             | 0,52                | 3 / 630             | 11e                 | 171 539 | 0,53  | 2 / 315 | 12e   | ?            |
| 1992  | 198 447             | 0,51                | 3 / 630             | 16e                 | 168 153 | 0,51  | 3 / 315 | 15e   | ?            |
| 1994  | 231 842             | 0,60                | 3 / 630             | 14e                 | 217 250 | 0,66  | 3 / 315 | 9e    | ?            |
| 1996  | ?                   |                     | ? / 630             | ?e                  | 178 425 | 0,55  | 3 / 315 | ?e    | ?            |
| 2001  | 200 059             | 0,54                | 4 / 630             | ?e                  | ?       | ?     | 3 / 315 | ?e    | ?            |
| 2006  | 182 703             | 0,48                | 4 / 630             | ?e                  | ?       | ?     | 3 / 315 | ?e    | ?            |
| 2008  | 147 666             | 0,41                | 2 / 630             | ?e                  | ?       | ?     | 2 / 315 | ?e    | ?            |
| 2013  | 146 804             | 0,43                | 5 / 630             | ?e                  | ?       | ?     | 3 / 315 | ?e    | ?            |
| 2018  | 134 651             | 0,41                | 3 / 630             | ?e                  | 128 282 | 0,42  | 3 / 315 | ?e    | ?            |
| 2022  | 117 032             | 0,42                | 3 / 630             | ?e                  | 116 003 | 0,41  | 2 / 315 | ?e    | ?            |

#### Élections générales de 2001
Lors des élections générales du 13 mai 2001, il obtient 200 059 votes, soit 0,54 % au niveau national, et décroche six sièges au Parlement, trois dans chaque chambre.

#### Élections générales de 2006
Aux élections d'avril 2006, il remporte 182 703 voix, soit 0,478 % au niveau national. En raison de son alliance avec L'Union et de la loi qui protège les minorités et permet la représentation à la Chambre des listes qui obtiennent dans la région au moins 20 % des voix, il conserve ses trois sièges de députés, auxquels s'ajoute celui du Parti autonomiste tridentin et tyrolien, ainsi que ses deux sénateurs.

#### Élections générales de 2008
Aux élections d'avril 2008, le parti n'obtient que 147 666 voix, soit 0,41 % au niveau national. Il perd deux sièges de députés, mais obtient en revanche quatre sièges de sénateurs, dont un est occupé par Claudio Molinari, italophone du Trentin, élu sous la bannière Insieme per le autonomie.

#### Élections générales de 2013
En alliance avec le Parti démocrate lors des dernières élections générales en date, il obtient 146 804 voix et quatre sièges de députés, auxquels s'ajoute celui détenu par le PATT, ainsi que deux sièges au Sénat. Sont élus députés : Daniel Alfreider, Renate Gebhard, Albrecht Plangger et Manfred Schullian. Sont élus sénateurs : Hans Berger et Karl Zeller.

#### Élections générales de 2018
Lors des élections générales italiennes de 2018, la SVP se présente coalisée avec le Parti démocrate, et avec un symbole électoral commun avec le Parti autonomiste tridentin et tyrolien (PATT). Ces deux partis autonomistes (SVP-PATT) n'obtiennent que 134 651 voix, soit deux députés (0,4 % des voix) à la Chambre à la proportionnelle et 2 circonscriptions gagnées au scrutin majoritaire, soit le plus mauvais score historique de la SVP, mais en conservant quatre députés comme en 2013 (son allié le PATT perd le sien).

### Parlement européen
| Année | Voix    | %    | Sièges | Rang |
| ----- | ------- | ---- | ------ | ---- |
| 1979  | 196 277 | 0,56 | 1 / 81 | 11e  |
| 1984  | 198 178 | 0,56 | 1 / 84 | 9e   |
| 1989  | 172 488 | 0,50 | 1 / 81 | 13e  |
| 1994  | 197 972 | 0,60 | 1 / 87 | 15e  |
| 1999  | 156 005 | 0,50 | 1 / 87 | 19e  |
| 2004  | 146 357 | 0,45 | 1 / 78 | 21e  |
| 2009  | 142 027 | 0,46 | 1 / 72 | 13e  |
| 2014  | 138 037 | 0,48 | 1 / 73 | 7e   |
| 2019  | 142 185 | 0,53 | 1 / 76 | 11e  |

Avec 146 252 voix, soit 0,4 % au niveau national, lors des élections européennes de juin 2004, le SVP décroche un siège de député européen pour Michl Ebner, qui s'inscrit au groupe du Parti populaire européen. Cependant, cette élection n'a été rendue possible qu'en raison d'une alliance électorale avec l'Olivier et l'Union valdôtaine, puisqu'il fallait obtenir au moins 232 000 voix pour espérer un élu. D'autre part, la présence d'un candidat de la Fédération des Verts, originaire du Tyrol du Sud et ancien membre du SVP, et étant par ailleurs élu dans la région Nord-Est, a exercé une forte concurrence sur ce scrutin.
Pour les élections européennes de 2019, la SVP s’allie pour la première fois à Forza Italia, rompant avec son alliance historique avec le centre chrétien-démocrate et plus tard de centre gauche. Herbert Dorfmann est réélu avec 100 441 voix de préférence.

### Conseil provincial
Lors des élections provinciales de 2008, pour la première fois le SVP obtient, avec 146 555 voix, soit 48,1 %, moins que la majorité absolue en suffrages et la conserve de justesse en sièges, avec 18 conseillers sur 35.
Lors des élections provinciales du 27 octobre 2013, le lent déclin du SVP se poursuit. Avec 131 236 voix, soit 45,70 %, il perd pour la première fois la majorité absolue au conseil provincial, mais avec 17 sièges de conseillers, il détient toujours une importante majorité relative.
| Année | Voix    | %     | Sièges  |
| ----- | ------- | ----- | ------- |
| 1948  | 107 249 | 67,60 | 13 / 20 |
| 1952  | 112 602 | 64,81 | 15 / 22 |
| 1956  | 124 165 | 64,40 | 15 / 22 |
| 1960  | 132 351 | 63,92 | 15 / 22 |
| 1964  | 134 188 | 61,30 | 16 / 25 |
| 1968  | 137 982 | 60,74 | 16 / 25 |
| 1973  | 132 186 | 56,40 | 20 / 34 |
| 1978  | 163 502 | 61,35 | 21 / 34 |
| 1983  | 170 125 | 59,42 | 22 / 35 |
| 1988  | 184 717 | 60,40 | 22 / 35 |
| 1993  | 160 186 | 52,04 | 19 / 35 |
| 1998  | 171 833 | 56,60 | 21 / 35 |
| 2003  | 167 353 | 55,64 | 21 / 35 |
| 2008  | 146 545 | 48,11 | 18 / 35 |
| 2013  | 131 236 | 45,73 | 17 / 35 |
| 2018  | 119 108 | 41,89 | 15 / 35 |
| 2023  | 97 092  | 34,52 | 13 / 35 |

### Communes
Sur les 116 maires des communes de la province de Bolzano, 100 sont administrées par la SVP.

## Mouvement associé
Le SVP-Ladina est un groupe du SVP qui défend les intérêts ladins. Un député ladin a ainsi été élu à la Chambre des députés en 2001, avec le soutien de la SVP.